# ワイシャツ
ワイシャツ／Yシャツは、主に男性の背広の下に着用する、前開きで、ボタンと襟とカフスがついている白や淡色のシャツ。
一般的な着用スタイルとしては、ネクタイを着用するのが一般的だが、クールビスの浸透などに伴い、ビジネスにおいてオープンカラーでの着こなしも普及している。

## 用語
ホワイト（白い）シャツ（White shirt）に由来する名前のため、本来は形状を指すのではなく、色を強調した呼び方である。そのため「青いワイシャツ」といった表記は間違いであり、英語圏の人間には通用しない。ミズノの商標である「カッターシャツ」とほぼ同義。英語に倣い「ドレスシャツ」(dress shirt) とも呼ばれる。　また、英語圏では「カラーシャツ」と呼ばれているが、このカラーは色を意味する「color」を指し、「ラウンドカラーのワイシャツ」のカラーは襟/衿を意味する「collar」を指す（ブルーカラーとホワイトカラーも参照）。
この記事では便宜上、先述の形状であれば、色付きシャツやアウターウェアとして使われる物についても述べる。

## 歴史
元々は、男女共用の下着（フランス語: chemise　ラテン語: camisiaの変化　シュミーズ　麻シャツの意）であった。16世紀～17世紀頃に服の切れ目で下着を見せることが流行し、白色の麻のシャツになった。第二次世界大戦前には、イタリアでアウターとしても着られるようになっており、イタリア戦線から帰還した兵士により、イギリスへも伝わった。そして、現在の日本でもワイシャツは中衣に分類されている 。
ヨーロッパの男性は1930年代にブリーフ、トランクスができるまで下着はcombination（裾の長いワイシャツ）やユニオンスーツ[:en]のみであり、その当時は長い裾で股間を覆っていたという。ワイシャツの両脇が短く、前と後ろだけが長く垂れていて、一番下のボタンが余っているのはこの名残である（一番下のボタンは、後の裾のボタン穴に填めるための物だった。現在はボタンを紛失したときの予備として使うことが多い）。
一方、胸にパッチポケットが付いているのは、アウターとして着られるようになったためである。
かつては襟とカフスはスタッドボタンによって付け外しすることが出来、洗濯や外見を変えることが出来た。ウィングカラーやクレリックカラー、セパレートカラー、スタンドカラーなどは関連が深い。現在でも伝統的に作っているところがある。
袖のボタンは「剣ボロ」と言って腕捲りをした時に袖をボタンで止めておくための物である。

## 種類
ドレスシャツは、部位のスタイル毎にいくつかの種類に分類することができる。ボタンダウンシャツやクレリックシャツなどがその一例である。

### 素材
通常、ドレスシャツには織布を用いる。最も一般的なのは、綿、麻、ポリエステル、ポリエステルブレンドなどで、絹が用いられたりもする。フォーマルなシャツの生地としては、ブロード織り、オックスフォード織りやポプリンといった綿織物が用いられる（他には、ローン、シャンブレー、ツイル、エンドオンエンド、オックスフォード、ドビー、ジャガード等）。フォーマルでないラフなシャツの生地には、綿織物や毛織物で平織り・綾織りのコーデュロイやフランネル、綿織物で綾織りのデニムやダンガリーが用いられる。
綿は一年中使える素材で水に強く通気性や放熱性が高いが皺になりやすい、麻は通気性が良いが皺になりやすい、ポリエステルは皺になりにくいが通気性や放熱性が悪い、という特徴がある。皺のなりやすさは形状安定・形状記憶・イージーケア等と呼ばれる加工で変わってくる。

### 形状安定
形状記憶繊維は綿やポリエステル混紡のワイシャツに使われ、皺になりにくいように加工されている。主にホルムアルデヒド等の薬品を吹き付けてある。綿100％より、ポリエステルの割合が多い方が皺になりにくいが伸縮や通気性が悪くなる欠点もある。昔は形状安定は綿100％でも伸縮や通気性が悪いと言われてきたが、近年は改良により形状安定でも通気性が良い製品が出てきた。通気性に拘り形状安定を使用しない人も少なくない。

### ボタンの大きさ
- ボタンダウンの衿先には9mm。
- 前身頃および手口には10mm。
- カフス、カフリンクス、スタッドボタンには11.5mm。
- 開衿シャツ（オープンシャツ）やイタリアンカラーシャツの前身頃には11.5mm。
- 既製品には同じサイズで統一されることもある。
- ボタンの厚さは2mm～4mm程。

## ワイシャツの色と柄
ワイシャツは通常、衿とボタンが付いた白いシャツを指すが、これを基調にしたチェック・縞柄や、生成色、オフホワイト、クリーム色（薄い色に限る）、アイボリー（薄い色に限る）、水色、サックスブルーの薄い色も含めて使われることが多い。それ以外の色はクール・ビズやビジネスカジュアルとして使われることがある濃い色のクリーム色やアイボリーの二色やベージュ、黒、灰色、茶色、ピンク、赤、青、緑などはドレスシャツやカッターシャツの定義に含まれるがワイシャツとは呼ばない。
色の割合については背広、ブラウス、ネクタイ、ポケットチーフも参考にされたい。
- 無地 - 無難で最も正装に相応しい。
- チェック - タータンやギンガム[:en]、市松模様、千鳥格子[:en]がある。
- ドット
- ストライプ
  - 縦縞や横縞が多く使われており、斜めの縞はあまり使われない。
- ジャカード
  - ストライプが多く使われる。
- プリント
  - ストライプ、チェック、ドットが多く使われている。
- ペイズリー

## 襟の種類

上からラウンドカラー、レギュラーカラー、ショートポイントカラー、ボタンダウン、タブカラー、ウィングカラー
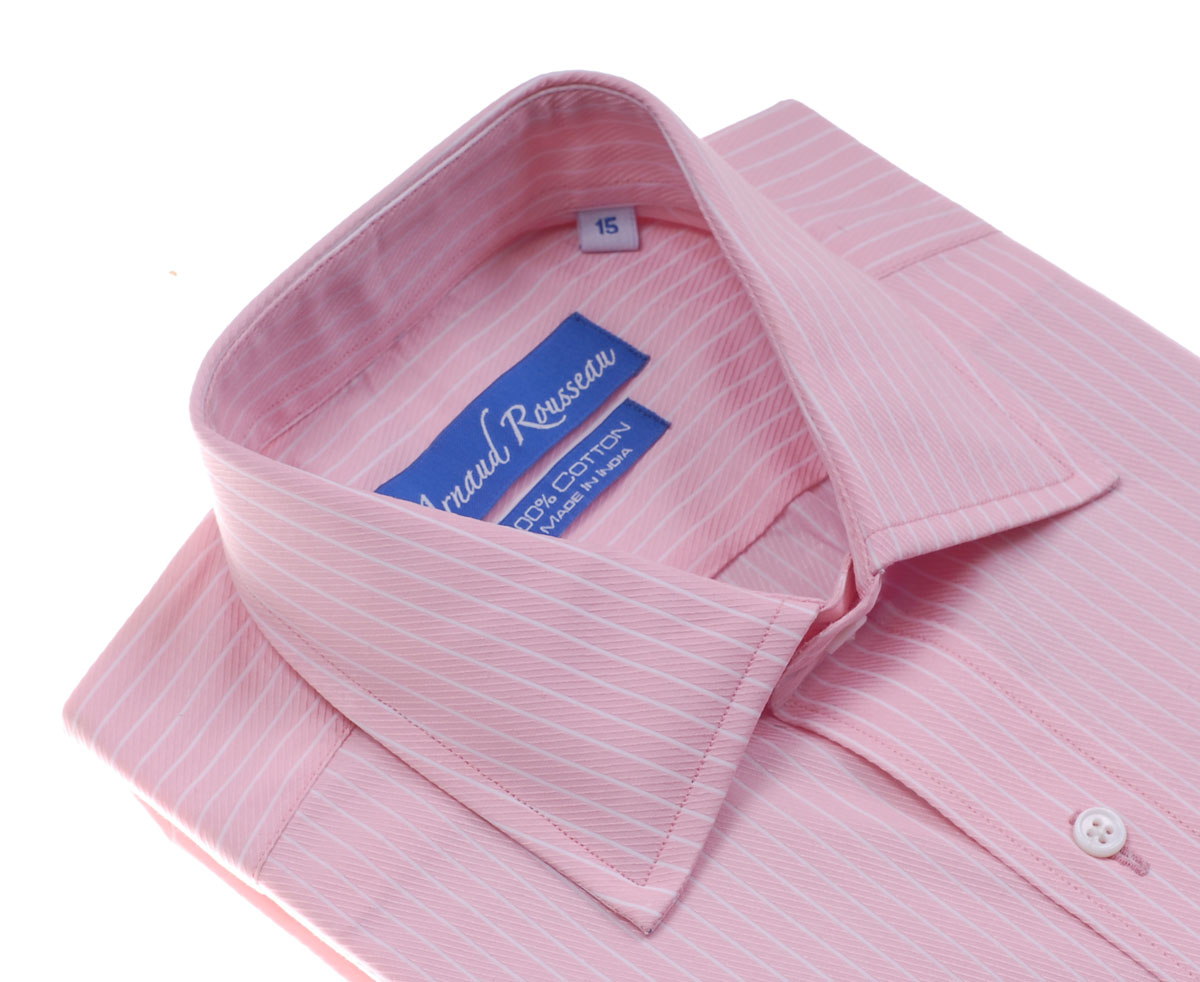
襟がワイドカラーのシャツ、柄はストライプ
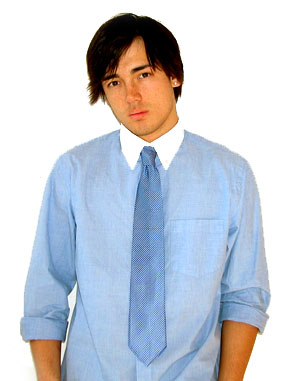
クレリックカラーのシャツ
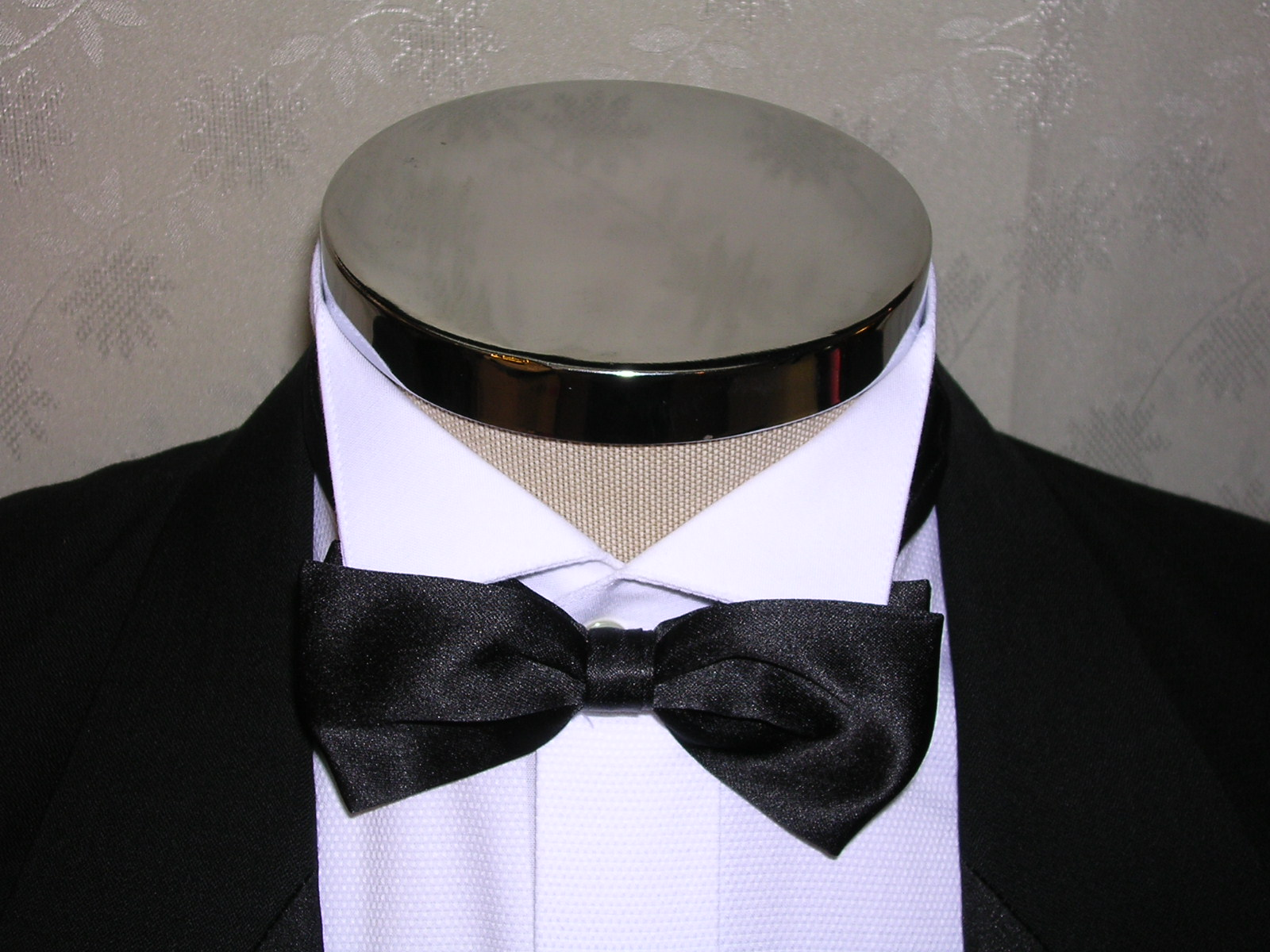
ウィングカラーのシャツ
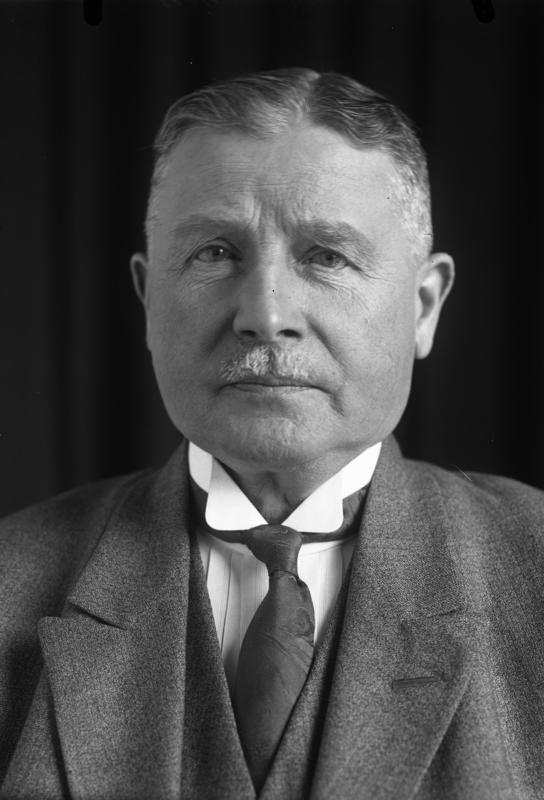
ラウンドウィングカラーのシャツ
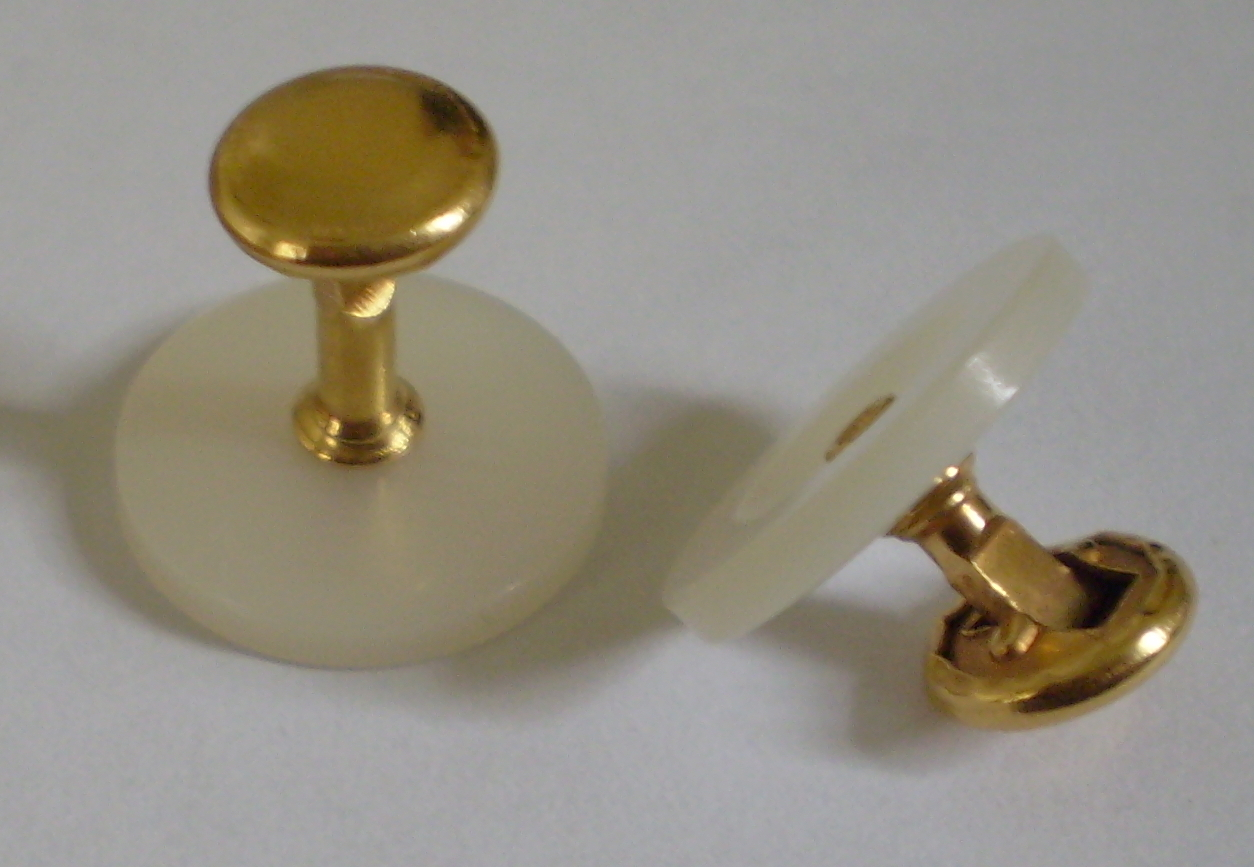
スタッドボタンでセパレートカラーの襟を取り外しできる
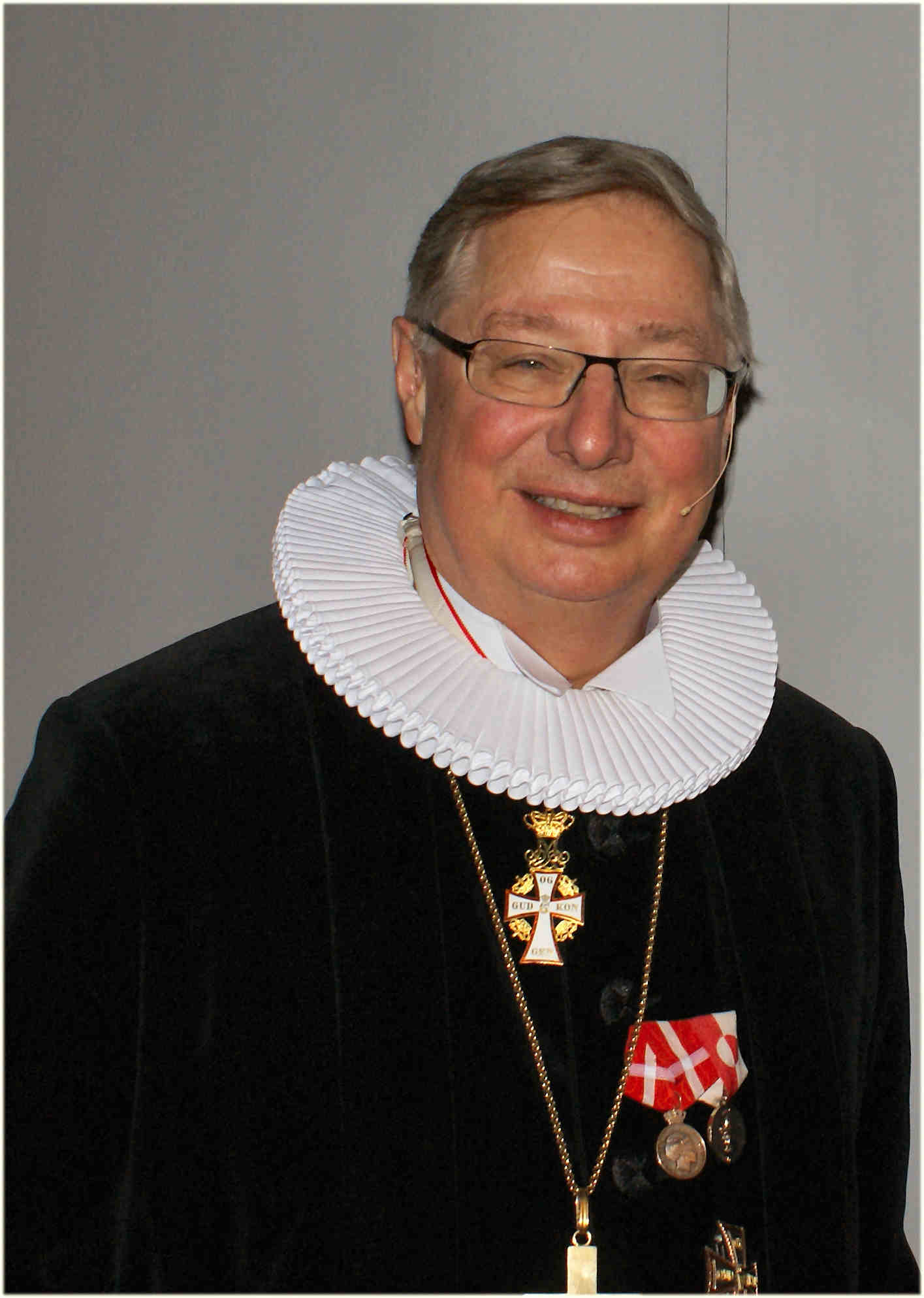
襞襟のワイシャツ

### 礼装として用いる襟
ウイングカラー（バタフライカラー）
襟の先が前に折れた立衿。「並衿」ともよばれる。タキシードやモーニングなどとともに正装用として用いられる。比翼仕立て（隠しボタン）で無い物はスタッドボタンを着用する（その場合はカフリンクスに合わせること）。ネクタイがずれないように衿の後ろ、肩布の真ん中に「背テープ」というテープが付いている。慶事にのみ用いる。
ラウンドウイングカラー
襟の先が丸くなった物。同じく正装として用いる。
フロックコートとモーニングコート
無地の立襟シャツを着用する。
燕尾服
烏賊胸（スターチド・ブザム）のイブニングシャツを用いる。タキシードに用いることも可能。
タキシード
襞胸（プリーテッド・ブザム）のタキシードシャツを用いる。ヒダ巾約1cm、片側6本、前立分を加えて全部で14本、等間隔で縦に平行になっているものが基本。烏賊胸の略式である。
フリルプザム　
胸にフリルが付いたワイシャツ、襞胸の略式。タキシードに用いることが出来る。

#### 立襟シャツの襞について
烏賊胸（スターチドブザム）
U字や角形の切り替えがあり、共地が重ねられ胸当て（ディッキー）のように見せ、通常は二重またはそれ以上の厚みがある。日本語では烏賊胸（いかむね）と呼ばれ、燕尾服やタキシードに用いられる正礼装用のシャツ。烏賊胸の下にはワイシャツとスラックスを固定するための紐が付いている（燕尾服は前を閉じないのでワイシャツとスラックスを固定しないとウェストコートの下からワイシャツがはみ出てしまうため）。左胸にスリットが付いているタイプが存在するが、ワイシャツが引っ張られないため。
襞胸（プリーテッド・ブザム）
胸の部分にプリーツをあしらったデザイン。日本語では襞胸（ひだむね）と呼ばれ、タキシードに用いられる準礼装用のシャツ。
フリルブザム
胸元に波状のひだ飾りが付いたもの。タキシードに用いられる略礼装用のシャツ。
ディッキー
礼装用のシャツの胸部分（ブザム）にあしらう胸当てで着脱可能になっており、襟(えり)や前胸の部分だけしかないが、上着の下に着ると、あたかもブラウスを着ているように見えるもの。

### ビジネスとして用いる衿
主にビジネスとして用いられる衿の高さは35〜45mm程である。それ以上高くなると喉仏や顎に当たり着心地や見た目が悪くなる。背広のラペルの幅とワイシャツの衿の幅、ネクタイの幅を合わせる事で見た目が揃う。
レギュラーカラー系統
レギュラーカラー
最も標準的な襟の開きのシャツ（75〜90°程度）。襟足の高さは30〜38mm、襟先は70〜75mm。正装としてふさわしい。
ロングポイントカラー
ロングポイントは襟先は90〜100mmが特徴。レギュラーカラーとほぼ同角度の襟の開きだが、衿が長い分、幾分ロングポイントのほうが狭い印象になる。
ショートポイントカラー
ショートポイントカラーはスモールカラーとも呼ばれ、その衿先は60mm以下と短い。開き角度は80°。ロングポイントとは正反対に、スポーティでカジュアルなイメージ。
ナロースプレッドカラー
両襟の開きが狭い（60°程度）シャツ。

ワイドカラー系統
ワイドカラー（ワイドスプレッドカラー）
両襟の開きが広い（100〜180°程度、120°が多い）。襟足の高さは38〜42mm、襟の長さは75〜80mm。ウィンザー公にちなんで、「ウィンザーカラー」とも呼ばれる。伝統的な英国風スタイル。
フレンチカラー
ロングポイントとワイドカラーの中間。ワイドカラーの一種。
ホリゾンタルカラー（カッタウェイ）
羽根が180°に近い衿型。ワイドカラーの一種。
ミディアムスプレッドカラー（セミワイド）
羽根が直角（90〜100°程度）に近い衿型。襟足の高さは38〜42mm、襟先は75〜80mm。ワイドカラーの一種。

その他の襟
タブカラー
両側の襟をタブとよばれる紐でつなげた襟。タブの上からネクタイを通すので、ネクタイが浮き上がる。活動的なスタイルとなる。
ピンホールカラー（アイレットカラー）
両側の襟をカラーピンで止めた襟。タブカラーと同じような形状となるが、ピンがアクセントになる。
クレリック（和製英語）[:en](カラーディファレントシャツ、カラーセパレーテッドシャツ)
シャツの生地が白無地以外で、襟とカフスだけ白無地の生地を用いたシャツ。クレリックは僧侶（特に牧師）の意味。正しくはセパレーテッド・カラーなどと呼ばれる。クレリックと呼ばれる由来は、牧師が通常礼拝の際に着用するガウンからはみ出しているシャツの襟やカフスがガウンと色違いであることや、或いはガウンの上から着用するストール（襟巻型の袈裟）が白系が多いことなどから、襟やカフスが色違いとなっているシャツを牧師の服装に見立ててクレリックシャツと呼ぶようになったと言われる。これから派生して、襟とカフスが白無地以外の色の場合（黒や緑など）もクレリックと呼ばれる事がある。女性向けに打ち合わせおよびボタン位置が左右逆になったものもあり、こちらは“クレリックブラウス”となる。
マイターカラー(切り替え衿、ストッパーカラー、ドッグイヤーズカラー、ラビッドカラー)
マイターとは、額縁の隅のような繋ぎ目、つまり斜めつぎのことで、本来は額縁の角のように合わせた衿のことを指す。色違いの柄が多いが、共色や無地も存在する。ボタンダウンやトレッボットーニやドゥエボットーニ、クレリックと組み合わせてある物も多い。
二枚衿(ダブルカラー)
衿羽根が２枚重なっている衿型。色違いの柄が多いが、共色や無地も存在する。ボタンダウンやトレッボットーニやドゥエボットーニ、クレリックと組み合わせてある物も多い。
ラウンドカラー
先を大きく丸くした衿型。
ラウンドチップカラー
先を小さく丸くした衿型。

### カジュアルとして用いる襟
ボタンダウンカラー
襟の先端を前身頃にボタンで留めるシャツ。
スタンドカラー
戦前までは、カラーとカフスがシャツから取り外し出来るようになっており、衿をはずした状態をスタンドカラーと呼ぶ。日本で流行した契機は、1980年代の三宅一生のコレクション。かつて書生が和服に合わせて着用していた。ウィングカラーと共に立襟と称する。衿を高くしボタンを2つ付けたものや、衿を二段に重ね、噛み合わせた物もある。
イタリアンカラー（ワンピースカラー）
襟と衿台が一枚仕立てになっており、V字のネックラインを形成している。襟元の第1ボタンがなく、ノーネクタイを基本として使用される。
ドゥエボットーニ(デュエボットーニ)
イタリア語で2つの（ドゥエ）ボタン（ボットーニ）という意味。台襟にボタン2つが入るため、襟が高くなる。ノーネクタイでも襟が映えるので、クールビズのアイテムとしてもてはやされている。ボタンダウンもある。
トレボットーニ
イタリア語で3つの（トレ）ボタン（ボットーニ）という意味。台襟にボタンが3つ入るため、ドゥエボットーニよりも襟が高くなる。ノーネクタイ専用のアイテム。こちらはボタンダウン化されているものが多い。
クワトロボットーニシャツ
イタリア語で4つの（クワトロ）ボタン（ボットーニ）という意味。台襟にボタンが4つ入るため、トレボットーニよりも襟が高くなる。ノーネクタイ専用のアイテム。
オープンカラー
襟が開いた開襟シャツ。夏の暑い時期のために涼しさを求めた比較的ラフなシャツ。学生服の夏服などにも用いられる。
マイターカラー(切り替え衿、ダブルカラー、ストッパーカラー)
色違いや柄のものがカジュアルに適しやすい。

その他の襟
デタッチッドカラー・セパレートカラー（並襟）[:en]
スタッドボタンで取り外しの出来る襟。襟（ラペル）とカフス（袖）が外せるワイシャツ。外すとスタンドカラーに似る（スタンドカラーは襟の第一ボタンは左向き）。
襞襟
16世紀から17世紀に用いられた取り外しの出来る襟。天草四郎が有名。

### ワイシャツの襟とネクタイの太さ
ワイシャツの襟の開きに合ったネクタイの結び目の太さを選ぶことでより着こなしが広がる。ネクタイの厚さ、薄さも考慮する必要がある。
- レギュラーカラー、ロングポイント、ショートポイント、ナロースプレッドカラー等のレギュラーカラー系統
  - 襟の開きが小さいので、プレーンノット、プレーンノット変形、スモールノット、バルーンノットなどの細い結び目のネクタイが合いやすい。
- ワイドカラー、ワイドスプレッドカラー、フレンチカラー、ホリゾンタルカラー、ミディアムスプレッドカラー（セミワイド）
  - 襟の開きが大きいので、ウィンザーノット、フルウィンザー、ダブルクロスノットなどの太い結び目が出来るネクタイが合いやすい。
- レギュラーカラー系統やワイドカラー系統
  - プレーンノットとウィンザーノットの中間あたりなので、ハーフウィンザーノットが合いやすい。

## カフス

### 正礼装的なカフス
テニスカフス
テニスカフスはボタンは付いておらず、カフスホールのみがある、カフスボタン専用のシングルカフ。最近はあまり見られないスタイルだが、一番正式なものとされる。燕尾服用のシャツはシングルカフにカフリンクス用のボタンホールが開いていて、ボタンは付いていない。

### 準礼装的なカフス
シングルカフ
袖に折り返しがないもの。片側がボタン、片側がボタンホールになっているものが一般的でテニスカフスに次ぐ正装である。片方で二の穴があるカジュアルなシングルカフス（ツインボタン）もある。ビジネスで多く用いられるのはこの種類。

### 略礼装的なカフス
ダブルカフス（フレンチカフス）
カフを折り返して2重にし、両側の穴を重ねて、カフリンクス（カフスボタン）で留める。礼装用のシャツによく見られるスタイルである。
ターナップカフス（ミラノカフス）
turnup。“折り返す”の意。肘の方向へ折り返したカフスのことをいう。ダブルカフスの一種ではあるが、外側のカフスにはボタンが付けられていない。ミラノカフスとも、ターンバックカフスとも呼ばれる。

### 特殊なカフス
コンバーチブルカフス
コンバーチブルカフスは、ボタン穴が両方にあり、片方にはボタンがつけられている。ボタンでも、カフスボタンでもどちらでも留められる、いわば両用のカフスである。
アジャスタブルカフス
アジャスタブルカフスは、袖口にボタンが2個並んで付いており、カフス周りのサイズ調整ができるようになっているカフス。シングルカフスの系統の一つである。
ツインボタン
袖口に二つボタンがあるタイプ（アジャスタブルカフとは別）。シングルカフスと合わせることが多い。

## 前立て（プラケット）の種類
フライフロント（比翼仕立て、隠しボタン）
前立を二重にして、ボタンが見えないようにしたもの。主に礼装に用いられる。
フレンチフロント（裏前仕立て）
シャツの前端が内側に折り返っている前立で、俗にいう「裏前立」。表仕立てや比翼仕立てよりも改まった物。
プラケットフロント（表前仕立て）
シャツの前端が表に折り返っている前立。耐久性重視の構造。
ハーフプラケット
一見、ポロシャツのように見える変わり種の前立て。

## 袖口の種類
メーカーにより呼称が異なる場合がある。
- カットオフ
- スクエア
- ストレート
- バレル（角落とし） - 標準的な袖口。
- ラウンド（小丸）
- ラウンド（大丸）

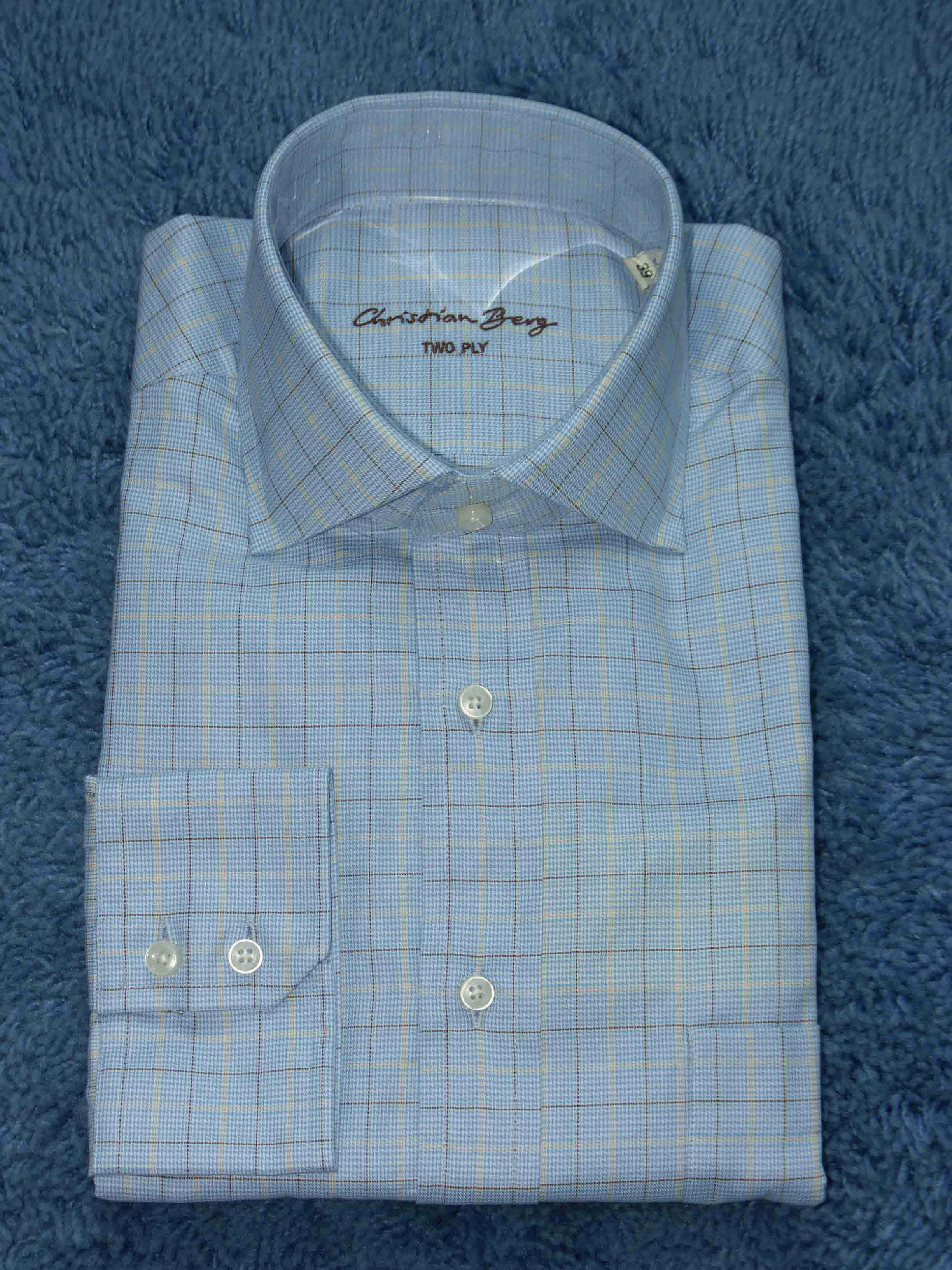
ツインボタンの袖口のを持ったシャツ
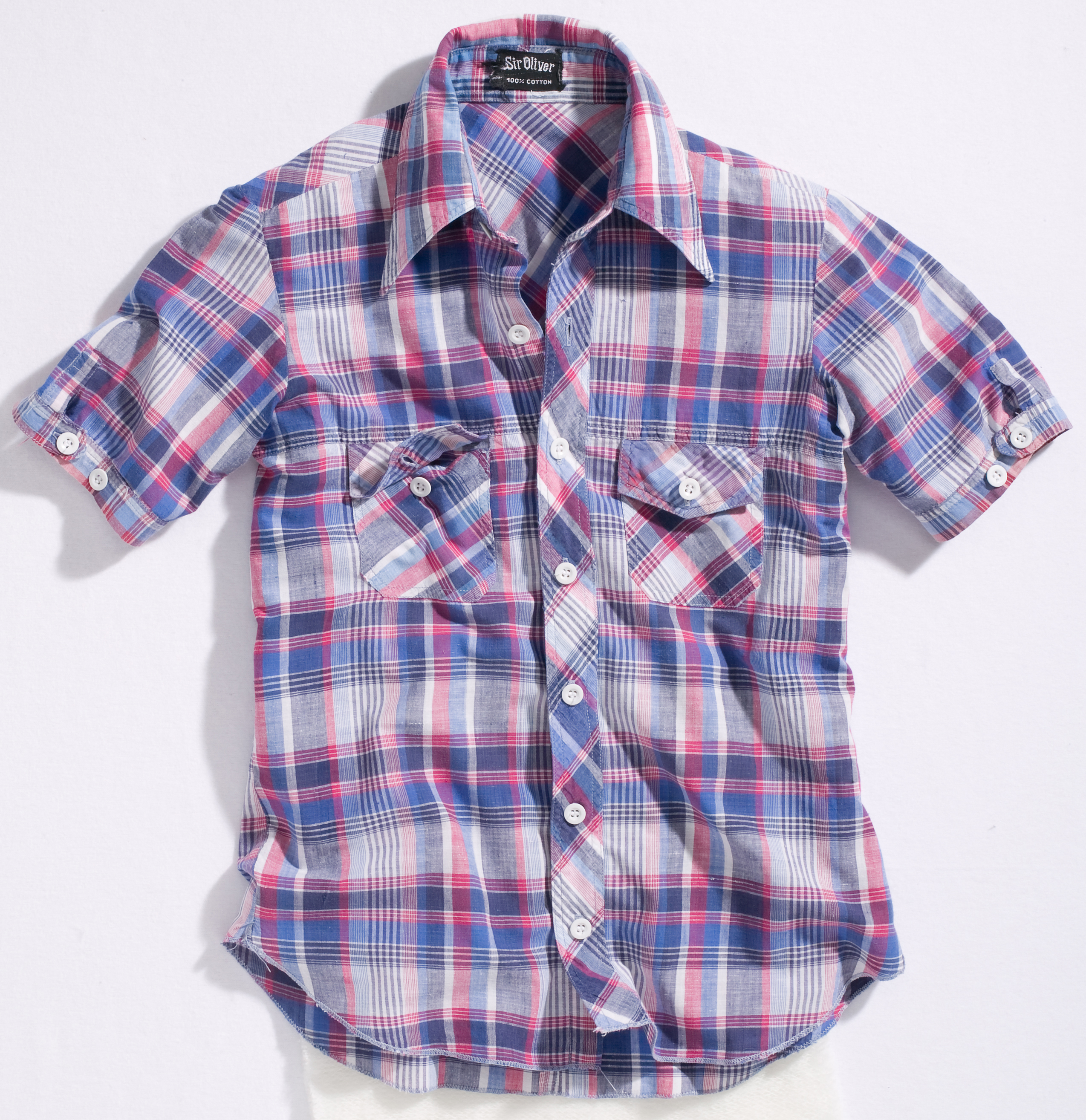
半袖のチェック柄ドレスシャツ

## 台襟の種類
メーカーにより呼称が異なる場合がある。
- 台襟（丸） - 標準的な襟。
- 台襟（角）

## プリーツの種類
メーカーにより呼称が異なる場合がある。
プリーツの代わりにギャザーのシャツも存在する。
- インプリーツ
- サイドプリーツ - ワイシャツの標準的なプリーツ。
- センタープリーツ - ボタンダウンに用いられるプリーツ。
- ボックスプリーツ
- ダーツ（バックダーツ、背ダーツ） - 細身にするときに用いる。
- ノープリーツ - プリーツがない為、痛みやすい。

## 裾の種類
メーカーにより呼称が異なる場合がある。
テールドボトム（マンハッタンカット、ラウンドボトム）
曲線的な燕尾形の裾、標準的なシャツの裾。正装に用いられる。
スワローボトム（スワローテイル、スワローテール）
直線的な燕尾服の様に正面が短く、後の裾が長い。正装に用いられる。
スクエアボトム（水平切り、アロハカット）
シャツの裾を角型、水平にカットしたもの。カジュアルなシャツやアロハシャツに多い。

## 胸ポケットの種類
メーカーにより呼称が異なる場合がある。
- 角落とし
- スクエア
- ベース
- ペンタゴン
- フラップ
- ラウンド
- ポケット無し - 礼装用のワイシャツにあるデザイン。

## 日本語での呼び名について

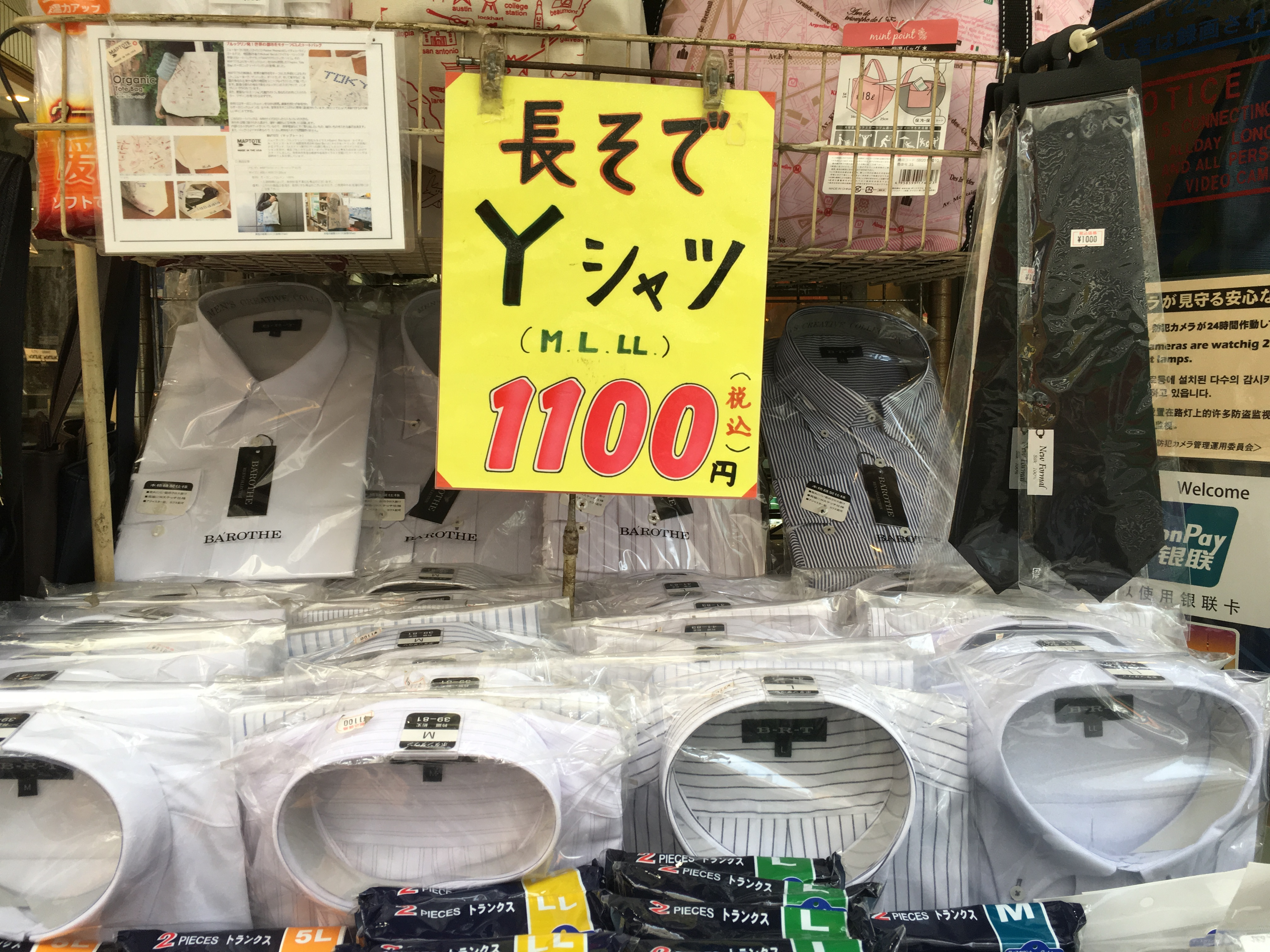
Yシャツを販売している店、新橋にて

### ワイシャツ
「ワイシャツ」という言葉は、前述の通り英語の“white shirt”（白いシャツ）から生まれた。※（「ホワイト」よりも「ワイ」とカタカナ化する方が、実際の英語の white の発音に近い）。ホワイトシャツは、明治末期に一般化したものであるが、その後、大正初期にかけて、この語はワイシャツとなって一般に定着した。さらにその後、昭和初期には、原義をこえて背広の下に着るシャツの意味で使われるようになった。このため「ワイシャツ」という言葉は、日本固有の単語であり海外では通用せず（ただし、韓国においては日本経由により標準語として使われている）、近年では関東を中心とした東日本で用いられている。「Yシャツ」とも表記するが、当然ながら「Tシャツ」とは語源が全く異なるものである。黒いワイシャツ、赤いワイシャツなどは原義からすれば、誤った表現である。

### カッターシャツ
1918年（大正7年）に大阪のスポーツ用品メーカー美津濃（現：ミズノ）が、「カッターシャツ」という名称のカジュアルシャツを売り出した。野球の試合で観客が「勝った」と歓声を上げていることにかけて、美津濃の創業者・水野利八が名付けたという。この商標が一般化し、近畿地方を中心とする西日本で用いられている呼称である。特に学校制服として用いられるような白いプレーンなシャツというイメージが強いとされている。

### ドレスシャツ
英語: dress shirtをそのまま日本語読みにした呼び名。英語: dress shirtは、日本語でいうところの「ワイシャツ」とほぼ同じ意味合いであるが、日本語の「ドレスシャツ」という呼び名を一部の人々は「礼装用のシャツ」というイメージで捉えている。ただし、実際には礼装用シャツは英語: boiled shirtという。多くの人にとって「ドレスシャツ」のほうが「ワイシャツ」よりも洒落た響きがすることから、特に紳士服店で用いられる呼び名である。

### ホンコンシャツ
日本をはじめとする東アジアでは、夏の蒸し暑い気候に合わせて、半袖のワイシャツがよく用いられる。1960年代、「ホンコンシャツ」という名前で石津謙介が製作し、ヒットして日本に定着した。

### カジュアルシャツ
白や水色、薄いピンク以外の色や無地以外のシャツを使用した物や両胸にポケットがあり、レギュラーカラーやボタンダウン、スタンドカラーなどの襟に変化を付けたもの、デニムやダンガリー、シャンブレー、フランネルなどの既存のワイシャツと織物や素材を変え使用した物、チェックやストライプなどの模様が施された物、身幅を絞り細身にしたシャツは「カジュアルシャツ」や「ダンガリーシャツ」、「ワークシャツ」、「ネルシャツ」、「パイロットシャツ」（半袖で肩章―正しくはショルダーループ―が付いたシャツ。操縦士の夏制服である事から）などと呼称されることがある。

## サイズ
ワイシャツは体形の違いやデザインの趣向の違いにより、様々なサイズの既製品が発売され、またオーダーメイドによる販売も行われている。既製品を購入する場合、基本的には「首周り」と「裄丈」によりサイズを判別する。
首周り
第一ボタンを締めたワイシャツを引っ張り、人差し指が一本、ようやく入るあたり（自分の首周りの実寸+1～2cm）が丁度良い。標準的には、Sサイズ=37～38cm、Mサイズ=39～40cm、Lサイズ=41～42cm、LLサイズ=43～44cmとなる。
裄丈
背中の中心から手首までの長さ。裄丈の実寸+2cm～4cmが丁度良い（丁度では背広の袖口からワイシャツが見えない）。ボタンを閉じ直立した状態で袖が1cm～2cm見える程度、ボタンを外した状態では小指の第1関節の辺り。
身幅
首周りが合っていれば特に問題はないが、実寸+20cm辺りが望ましい。ダーツで絞ると細目になることが多い。
袖口
実寸+3.5cmまで手首が隠れるくらいが望ましい（手の甲まであるのは明らかに大きい）。
裾丈
お尻が完全に隠れるまで（シャツが外に出るのを防ぐため。座った状態から立った状態になるとシャツが出てきてしまう恐れがある）。

## 日本の主なワイシャツメーカー
- 山喜
- オギタヘムト
- フレックスジャパン
- 大阪シンコー(縫製工場）
- オンワード樫山（総合アパレル）
- ダイドーリミテッド（総合アパレル）
- D'URBAN（総合アパレル）
- ワールド（総合アパレル）
- タカキュー（SPA）
- 柳田織物
- アトリエ365
- ナイガイシャツ
- 丸和繊維工業